# Leibstadt
Leibstadt (gsw. Löipschled) – gmina (niem. Einwohnergemeinde) w Szwajcarii, w kantonie Argowia, w okręgu Zurzach. Liczy 1 404 mieszkańców (31 grudnia 2020). Leży nad Renem. 
W Leibstadt znajduje się elektrownia jądrowa. Przez gminę przebiegają dwie drogi główne: nr 7 oraz nr 17.